# エリック・ゾンカ
エリック・ゾンカ （Érick Zonca, 1956年9月10日 - ） は、フランスの映画監督、脚本家。

## 来歴
1956年9月10日、オルレアンで生まれた。16歳の時にパリでリー・ストラスバーグのメソッド演技法を学んだ。その後、20歳でニューヨークに移住し、3年間過ごした。
1993年に短編『Rives』を製作し、映画監督としてデビュー。1998年には初の長編『天使が見た夢』を発表。同作は第51回カンヌ国際映画祭のコンペティション部門に出品され、ヨーロッパ映画賞ではディスカバリー賞を受賞した。翌1999年の『さよならS』も高く評価された。
2008年、ティルダ・スウィントンを主演に迎えたスリラー『Julia』を発表。9年ぶりに映画監督として復帰した。

## 作品
- Rives （1993年） 短編
- Éternelles （1994年） 短編
- Seule （1997年） 短編
- 天使が見た夢 La Vie rêvée des anges （1998年）
- さよならS Le petit voleur （1999年）
- 愛撫 Le secret （2000年） 脚本のみ
- Julia （2008年）
- Soldat blanc （2014年） テレビ映画